# Kronawittbach
Der Kronawittbach ist ein kleiner Bach bei Schildorn und Pramet im Innviertel Oberösterreichs.

## Lauf und Landschaft
Der Kronawittbach entspringt bei Wolfersberg an der nördlichen Flanke des Hengstberg (683 m ü. A.), einem Rücken im Hauptkamm des Hausruck–Kobernaußerwald-Zuges, auf Schildorner Gemeindegebiet. Er fließt nordostwärts am Dorf Sankt Kollmann vorbei
nach Kronawitten (die Ortslage erstreckt sich beiderseits des Bachs in beiden Gemeindegebieten). Von diesem Ort hat er seinen Namen, zu Kranewitt ‚Wacholder‘. Hier mündet rechts der Gumplinger Bach. Dann wendet sich der Kronawittbach nordwärts, die Gemeindegrenze Schilddorn–Pramet wechselt mehrmals die Seite. Der Bach fließt hier durch Rödt (Gemeinde Pramet) und zwischen Au (Schildorn) und Knitzing (Pramet) entlang. Bei der Brücke der L1069 Schildorner Straße bei Aigen (Schildorn) und Ecklham (Pramet), wo der Bach die Gemeindegrenze bildet, mündet er nach etwa 5 km Lauf in die obere Oberach, die von Pramet her kommt und nach Ried zur Antiesen fließt.
Seine Talung ist landwirtschaftliches Gebiet, in der Übergangszone vom Innviertler Hügelland zu Hausruck und Kobernaußerwald. Die nordwärtsstreifenden Riedel erheben sich im Oberlauf um die 100, im Unterlauf 20–50 Meter über dem Talgrund. Sein Quelllauf bildet noch die Grenze zum geschlossenen Waldgebiet des Hausruck–Kobernaußerwald-Zuges, dann durchfließt er meist von Gehölz gesäumt kleinstrukturiertes Ackerland. Im Mündungsgebiet gibt es Saumwaldreste eines Altarmes.

## Hydrologie und Verbauung
Der Bach ist weitgehend naturnah, nur im quellnahen Oberlauf ein Stück zu einem Drainagegraben begradigt. Das schottrig-kiesige Bett weist gute Forellenlaichplätze auf, ist aber durch etliche Querbauwerke für ziehende Fische unzugänglich. Es handelt sich durchwegs um nicht mehr benutzte Mühlwehre, die im Zuge der EU-Wasserrahmenrichtlinie rückgebaut werden könnten.
Die Wasserqualität ist im Allgemeinen gut, mit etwas erhöhter Keimzahl durch das landwirtschaftliche Umfeld.